# Lista dos Campeões da NBA

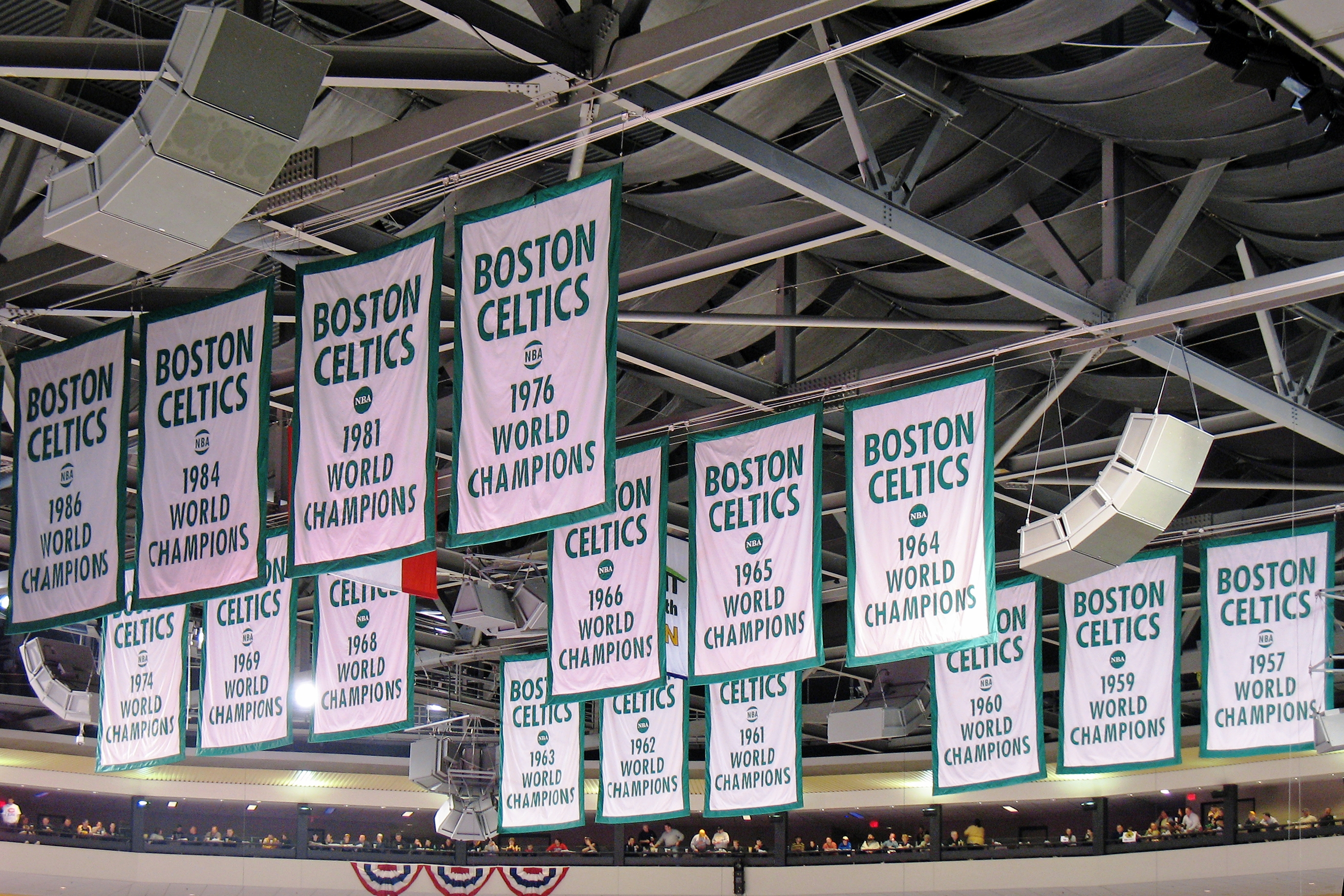
O Boston Celtics ganhou o maior número de campeonatos entre todos os times da NBA. Na imagem são mostradas as faixas do campeonato penduradas em sua arena, o TD Garden.

As Finais da NBA são as séries de campeonatos da National Basketball Association (NBA), realizadas no final da pós-temporada . Todas as finais da NBA foram disputadas no formato melhor de sete e são disputadas entre os vencedores da Conferência Leste e da Conferência Oeste (anteriormente Divisões antes de 1970), exceto em 1950, quando o campeão da Divisão Leste enfrentou o vencedor entre os campeões das Divisões Oeste e Central . De 1946 a 1949, quando a liga era conhecida como Basketball Association of America (BAA), os playoffs eram um torneio de três fases onde os dois vencedores das semifinais jogavam entre si nas finais.    A equipe vencedora da série recebe o Troféu Larry O'Brien, concedido desde 1977 (entre 1947 e 1976 a equipe vencedora recebeu o Troféu Walter A. Brown ). 
O formato atual de jogos em casa e fora nas finais da NBA é 2–2–1–1–1 (o time com o melhor desempenho na temporada regular joga em sua quadra nos jogos 1, 2, 5 e 7), que foi usado em 1947, 1948,  1950 – 1952,    1957 – 1970, 1972 – 1974, 1976, 1977, 1979 – 1984 e desde 2014 . Anteriormente, era no formato 2–3–2 (o time com o melhor desempenho na temporada regular joga em sua quadra nos jogos 1, 2, 6 e 7) durante 1949, 1953 e 1955,   no formato 1-1-1-1-1-1-1 em 1956 e 1971  e em um formato 1–2–2–1–1 em 1975 e 1978  

<div style="position: absolute; z-index: 2; top: Erro de expressão: caractere "[" não reconhecido%; left: Erro de expressão: caractere "[" não reconhecido%; height: 0; width: 0; margin: 0; padding: 0;"><div style="position: relative; text-align: center; left: -Erro de expressão: caractere "[" não reconhecidopx; top: -Erro de expressão: caractere "[" não reconhecidopx; width: Predefinição:Mapa de localização/USApx; font-size: Predefinição:Mapa de localização/USApx; z-index:100;">

<div style="position: absolute; z-index: 2; top: Erro de expressão: caractere "[" não reconhecido%; left: Erro de expressão: caractere "[" não reconhecido%; height: 0; width: 0; margin: 0; padding: 0;"><div style="position: relative; text-align: center; left: -Erro de expressão: caractere "[" não reconhecidopx; top: -Erro de expressão: caractere "[" não reconhecidopx; width: Predefinição:Mapa de localização/USApx; font-size: Predefinição:Mapa de localização/USApx; z-index:100;">

<div style="position: absolute; z-index: 2; top: Erro de expressão: caractere "[" não reconhecido%; left: Erro de expressão: caractere "[" não reconhecido%; height: 0; width: 0; margin: 0; padding: 0;"><div style="position: relative; text-align: center; left: -Erro de expressão: caractere "[" não reconhecidopx; top: -Erro de expressão: caractere "[" não reconhecidopx; width: Predefinição:Mapa de localização/USApx; font-size: Predefinição:Mapa de localização/USApx; z-index:100;">

<div style="position: absolute; z-index: 2; top: Erro de expressão: caractere "[" não reconhecido%; left: Erro de expressão: caractere "[" não reconhecido%; height: 0; width: 0; margin: 0; padding: 0;"><div style="position: relative; text-align: center; left: -Erro de expressão: caractere "[" não reconhecidopx; top: -Erro de expressão: caractere "[" não reconhecidopx; width: Predefinição:Mapa de localização/USApx; font-size: Predefinição:Mapa de localização/USApx; z-index:100;">

<div style="position: absolute; z-index: 2; top: Erro de expressão: caractere "[" não reconhecido%; left: Erro de expressão: caractere "[" não reconhecido%; height: 0; width: 0; margin: 0; padding: 0;"><div style="position: relative; text-align: center; left: -Erro de expressão: caractere "[" não reconhecidopx; top: -Erro de expressão: caractere "[" não reconhecidopx; width: Predefinição:Mapa de localização/USApx; font-size: Predefinição:Mapa de localização/USApx; z-index:100;">

<div style="position: absolute; z-index: 2; top: Erro de expressão: caractere "[" não reconhecido%; left: Erro de expressão: caractere "[" não reconhecido%; height: 0; width: 0; margin: 0; padding: 0;"><div style="position: relative; text-align: center; left: -Erro de expressão: caractere "[" não reconhecidopx; top: -Erro de expressão: caractere "[" não reconhecidopx; width: Predefinição:Mapa de localização/USApx; font-size: Predefinição:Mapa de localização/USApx; z-index:100;">

<div style="position: absolute; z-index: 2; top: Erro de expressão: caractere "[" não reconhecido%; left: Erro de expressão: caractere "[" não reconhecido%; height: 0; width: 0; margin: 0; padding: 0;"><div style="position: relative; text-align: center; left: -Erro de expressão: caractere "[" não reconhecidopx; top: -Erro de expressão: caractere "[" não reconhecidopx; width: Predefinição:Mapa de localização/USApx; font-size: Predefinição:Mapa de localização/USApx; z-index:100;">

<div style="position: absolute; z-index: 2; top: Erro de expressão: caractere "[" não reconhecido%; left: Erro de expressão: caractere "[" não reconhecido%; height: 0; width: 0; margin: 0; padding: 0;"><div style="position: relative; text-align: center; left: -Erro de expressão: caractere "[" não reconhecidopx; top: -Erro de expressão: caractere "[" não reconhecidopx; width: Predefinição:Mapa de localização/USApx; font-size: Predefinição:Mapa de localização/USApx; z-index:100;">

<div style="position: absolute; z-index: 2; top: Erro de expressão: caractere "[" não reconhecido%; left: Erro de expressão: caractere "[" não reconhecido%; height: 0; width: 0; margin: 0; padding: 0;"><div style="position: relative; text-align: center; left: -Erro de expressão: caractere "[" não reconhecidopx; top: -Erro de expressão: caractere "[" não reconhecidopx; width: Predefinição:Mapa de localização/USApx; font-size: Predefinição:Mapa de localização/USApx; z-index:100;">

<div style="position: absolute; z-index: 2; top: Erro de expressão: caractere "[" não reconhecido%; left: Erro de expressão: caractere "[" não reconhecido%; height: 0; width: 0; margin: 0; padding: 0;"><div style="position: relative; text-align: center; left: -Erro de expressão: caractere "[" não reconhecidopx; top: -Erro de expressão: caractere "[" não reconhecidopx; width: Predefinição:Mapa de localização/USApx; font-size: Predefinição:Mapa de localização/USApx; z-index:100;">

<div style="position: absolute; z-index: 2; top: Erro de expressão: caractere "[" não reconhecido%; left: Erro de expressão: caractere "[" não reconhecido%; height: 0; width: 0; margin: 0; padding: 0;"><div style="position: relative; text-align: center; left: -Erro de expressão: caractere "[" não reconhecidopx; top: -Erro de expressão: caractere "[" não reconhecidopx; width: Predefinição:Mapa de localização/USApx; font-size: Predefinição:Mapa de localização/USApx; z-index:100;">

<div style="position: absolute; z-index: 2; top: Erro de expressão: caractere "[" não reconhecido%; left: Erro de expressão: caractere "[" não reconhecido%; height: 0; width: 0; margin: 0; padding: 0;"><div style="position: relative; text-align: center; left: -Erro de expressão: caractere "[" não reconhecidopx; top: -Erro de expressão: caractere "[" não reconhecidopx; width: Predefinição:Mapa de localização/USApx; font-size: Predefinição:Mapa de localização/USApx; z-index:100;">

<div style="position: absolute; z-index: 2; top: Erro de expressão: caractere "[" não reconhecido%; left: Erro de expressão: caractere "[" não reconhecido%; height: 0; width: 0; margin: 0; padding: 0;"><div style="position: relative; text-align: center; left: -Erro de expressão: caractere "[" não reconhecidopx; top: -Erro de expressão: caractere "[" não reconhecidopx; width: Predefinição:Mapa de localização/USApx; font-size: Predefinição:Mapa de localização/USApx; z-index:100;">

<div style="position: absolute; z-index: 2; top: Erro de expressão: caractere "[" não reconhecido%; left: Erro de expressão: caractere "[" não reconhecido%; height: 0; width: 0; margin: 0; padding: 0;"><div style="position: relative; text-align: center; left: -Erro de expressão: caractere "[" não reconhecidopx; top: -Erro de expressão: caractere "[" não reconhecidopx; width: Predefinição:Mapa de localização/USApx; font-size: Predefinição:Mapa de localização/USApx; z-index:100;">

<div style="position: absolute; z-index: 2; top: Erro de expressão: caractere "[" não reconhecido%; left: Erro de expressão: caractere "[" não reconhecido%; height: 0; width: 0; margin: 0; padding: 0;"><div style="position: relative; text-align: center; left: -Erro de expressão: caractere "[" não reconhecidopx; top: -Erro de expressão: caractere "[" não reconhecidopx; width: Predefinição:Mapa de localização/USApx; font-size: Predefinição:Mapa de localização/USApx; z-index:100;">

<div style="position: absolute; z-index: 2; top: Erro de expressão: caractere "[" não reconhecido%; left: Erro de expressão: caractere "[" não reconhecido%; height: 0; width: 0; margin: 0; padding: 0;"><div style="position: relative; text-align: center; left: -Erro de expressão: caractere "[" não reconhecidopx; top: -Erro de expressão: caractere "[" não reconhecidopx; width: Predefinição:Mapa de localização/USApx; font-size: Predefinição:Mapa de localização/USApx; z-index:100;">

<div style="position: absolute; z-index: 2; top: Erro de expressão: caractere "[" não reconhecido%; left: Erro de expressão: caractere "[" não reconhecido%; height: 0; width: 0; margin: 0; padding: 0;"><div style="position: relative; text-align: center; left: -Erro de expressão: caractere "[" não reconhecidopx; top: -Erro de expressão: caractere "[" não reconhecidopx; width: Predefinição:Mapa de localização/USApx; font-size: Predefinição:Mapa de localização/USApx; z-index:100;">

<div style="position: absolute; z-index: 2; top: Erro de expressão: caractere "[" não reconhecido%; left: Erro de expressão: caractere "[" não reconhecido%; height: 0; width: 0; margin: 0; padding: 0;"><div style="position: relative; text-align: center; left: -Erro de expressão: caractere "[" não reconhecidopx; top: -Erro de expressão: caractere "[" não reconhecidopx; width: Predefinição:Mapa de localização/USApx; font-size: Predefinição:Mapa de localização/USApx; z-index:100;">

<div style="position: absolute; z-index: 2; top: Erro de expressão: caractere "[" não reconhecido%; left: Erro de expressão: caractere "[" não reconhecido%; height: 0; width: 0; margin: 0; padding: 0;"><div style="position: relative; text-align: center; left: -Erro de expressão: caractere "[" não reconhecidopx; top: -Erro de expressão: caractere "[" não reconhecidopx; width: Predefinição:Mapa de localização/USApx; font-size: Predefinição:Mapa de localização/USApx; z-index:100;">

<div style="position: absolute; z-index: 2; top: Erro de expressão: caractere "[" não reconhecido%; left: Erro de expressão: caractere "[" não reconhecido%; height: 0; width: 0; margin: 0; padding: 0;"><div style="position: relative; text-align: center; left: -Erro de expressão: caractere "[" não reconhecidopx; top: -Erro de expressão: caractere "[" não reconhecidopx; width: Predefinição:Mapa de localização/USApx; font-size: Predefinição:Mapa de localização/USApx; z-index:100;">

<div style="position: absolute; z-index: 2; top: Erro de expressão: caractere "[" não reconhecido%; left: Erro de expressão: caractere "[" não reconhecido%; height: 0; width: 0; margin: 0; padding: 0;"><div style="position: relative; text-align: center; left: -Erro de expressão: caractere "[" não reconhecidopx; top: -Erro de expressão: caractere "[" não reconhecidopx; width: Predefinição:Mapa de localização/USApx; font-size: Predefinição:Mapa de localização/USApx; z-index:100;">

<div style="position: absolute; z-index: 2; top: Erro de expressão: caractere "[" não reconhecido%; left: Erro de expressão: caractere "[" não reconhecido%; height: 0; width: 0; margin: 0; padding: 0;"><div style="position: relative; text-align: center; left: -Erro de expressão: caractere "[" não reconhecidopx; top: -Erro de expressão: caractere "[" não reconhecidopx; width: Predefinição:Mapa de localização/USApx; font-size: Predefinição:Mapa de localização/USApx; z-index:100;">

<div style="position: absolute; z-index: 2; top: Erro de expressão: caractere "[" não reconhecido%; left: Erro de expressão: caractere "[" não reconhecido%; height: 0; width: 0; margin: 0; padding: 0;"><div style="position: relative; text-align: center; left: -Erro de expressão: caractere "[" não reconhecidopx; top: -Erro de expressão: caractere "[" não reconhecidopx; width: Predefinição:Mapa de localização/USApx; font-size: Predefinição:Mapa de localização/USApx; z-index:100;">

## Campeões
Desde 2024, os campeões da Conferência Leste possuem uma vantagem de 41-36 sobre os campeões da Conferência Oeste, com o mais recente sendo o Boston Celtics que já conquistou 18 títulos, mais do que qualquer outro time da liga. O 1949–50 Minneapolis Lakers, que ganhou as Finais da NBA, não são contabilizados na tabela de campeões Leste versus Oeste acima, já que eles jogaram na divisão central.
- Os primeiros parênteses nas colunas dos campeões Leste e Oeste indicam a classificação dos times para os playoffs. Os segundos parênteses indicam o número de vezes que as equipes apareceram nas Finais da NBA, bem como o histórico de cada equipe nas Finais da NBA até o momento.

| Negrito | Equipe vencedora das finais da BAA/NBA   |
| Itálico | Equipe com vantagem de jogar em casa     |
| Itálico | O MVP das finais estava no time perdedor |
| †       | Único time extinto a vencer o campeonato |

## Resultados por equipe
| Time                                          | Vitórias | Derrotas | Apps | Porcentagem                     | Ano(s) campeão | Ano(s) derrotado |
| --------------------------------------------- | -------- | -------- | ---- | ------------------------------- | --- | --- |
| Boston Celtics                                | 18       | 5        | 23   | Predefinição:Winning percentage | Predefinição:Nbafy, Predefinição:Nbafy, Predefinição:Nbafy, Predefinição:Nbafy, Predefinição:Nbafy, Predefinição:Nbafy, Predefinição:Nbafy, Predefinição:Nbafy, Predefinição:Nbafy, Predefinição:Nbafy, Predefinição:Nbafy, Predefinição:Nbafy, Predefinição:Nbafy, Predefinição:Nbafy, Predefinição:Nbafy, Predefinição:Nbafy, Predefinição:Nbafy, Predefinição:Nbafy | Predefinição:Nbafy, Predefinição:Nbafy, Predefinição:Nbafy, Predefinição:Nbafy, Predefinição:Nbafy |
| Los Angeles Lakers                            | 17       | 15       | 32   | Predefinição:Winning percentage | 1949, Predefinição:Nbafy, Predefinição:Nbafy, Predefinição:Nbafy, Predefinição:Nbafy, Predefinição:Nbafy, Predefinição:Nbafy, Predefinição:Nbafy, Predefinição:Nbafy, Predefinição:Nbafy, Predefinição:Nbafy, Predefinição:Nbafy, Predefinição:Nbafy, Predefinição:Nbafy, Predefinição:Nbafy, Predefinição:Nbafy, Predefinição:Nbafy                                   | Predefinição:Nbafy, Predefinição:Nbafy, Predefinição:Nbafy, Predefinição:Nbafy, Predefinição:Nbafy, Predefinição:Nbafy, Predefinição:Nbafy, Predefinição:Nbafy, Predefinição:Nbafy, Predefinição:Nbafy, Predefinição:Nbafy, Predefinição:Nbafy, Predefinição:Nbafy, Predefinição:Nbafy, Predefinição:Nbafy |
| Golden State Warriors                         | 7        | 5        | 12   | Predefinição:Winning percentage | 1947, Predefinição:Nbafy, Predefinição:Nbafy, Predefinição:Nbafy, Predefinição:Nbafy, Predefinição:Nbafy, Predefinição:Nbafy | 1948, Predefinição:Nbafy, Predefinição:Nbafy, Predefinição:Nbafy, Predefinição:Nbafy |
| Chicago Bulls                                 | 6        | 0        | 6    | Predefinição:Winning percentage | Predefinição:Nbafy, Predefinição:Nbafy, Predefinição:Nbafy, Predefinição:Nbafy, Predefinição:Nbafy, Predefinição:Nbafy | — |
| San Antonio Spurs                             | 5        | 1        | 6    | Predefinição:Winning percentage | Predefinição:Nbafy, Predefinição:Nbafy, Predefinição:Nbafy, Predefinição:Nbafy, Predefinição:Nbafy | Predefinição:Nbafy |
| Philadelphia 76ers                            | 3        | 6        | 9    | Predefinição:Winning percentage | Predefinição:Nbafy, Predefinição:Nbafy, Predefinição:Nbafy | Predefinição:Nbafy, Predefinição:Nbafy, Predefinição:Nbafy, Predefinição:Nbafy, Predefinição:Nbafy, Predefinição:Nbafy |
| Detroit Pistons                               | 3        | 4        | 7    | Predefinição:Winning percentage | Predefinição:Nbafy, Predefinição:Nbafy, Predefinição:Nbafy | Predefinição:Nbafy, Predefinição:Nbafy, Predefinição:Nbafy, Predefinição:Nbafy |
| Miami Heat                                    | 3        | 4        | 7    | Predefinição:Winning percentage | Predefinição:Nbafy, Predefinição:Nbafy, Predefinição:Nbafy | Predefinição:Nbafy, Predefinição:Nbafy, Predefinição:Nbafy, Predefinição:Nbafy |
| New York Knicks                               | 2        | 6        | 8    | Predefinição:Winning percentage | Predefinição:Nbafy, Predefinição:Nbafy | Predefinição:Nbafy, Predefinição:Nbafy, Predefinição:Nbafy, Predefinição:Nbafy, Predefinição:Nbafy, Predefinição:Nbafy |
| Houston Rockets                               | 2        | 2        | 4    | Predefinição:Winning percentage | Predefinição:Nbafy, Predefinição:Nbafy | Predefinição:Nbafy, Predefinição:Nbafy |
| Milwaukee Bucks                               | 2        | 1        | 3    | Predefinição:Winning percentage | Predefinição:Nbafy, Predefinição:Nbafy | Predefinição:Nbafy |
| Cleveland Cavaliers                           | 1        | 4        | 5    | Predefinição:Winning percentage | Predefinição:Nbafy | Predefinição:Nbafy, Predefinição:Nbafy, Predefinição:Nbafy, Predefinição:Nbafy |
| Oklahoma City Thunder                         | 1        | 3        | 5    | Predefinição:Winning percentage | Predefinição:Nbafy | Predefinição:Nbafy, Predefinição:Nbafy, Predefinição:Nbafy |
| Atlanta Hawks                                 | 1        | 3        | 4    | Predefinição:Winning percentage | Predefinição:Nbafy | Predefinição:Nbafy, Predefinição:Nbafy, Predefinição:Nbafy |
| Washington Wizards                            | 1        | 3        | 4    | Predefinição:Winning percentage | Predefinição:Nbafy | Predefinição:Nbafy, Predefinição:Nbafy, Predefinição:Nbafy |
| Portland Trail Blazers                        | 1        | 2        | 3    | Predefinição:Winning percentage | Predefinição:Nbafy | Predefinição:Nbafy, Predefinição:Nbafy |
| Dallas Mavericks                              | 1        | 2        | 3    | Predefinição:Winning percentage | Predefinição:Nbafy | Predefinição:Nbafy, Predefinição:Nbafy |
| Baltimore Bullets (original) (folded in 1954) | 1        | 0        | 1    | Predefinição:Winning percentage | 1948 | — |
| Sacramento Kings                              | 1        | 0        | 1    | Predefinição:Winning percentage | Predefinição:Nbafy | — |
| Toronto Raptors                               | 1        | 0        | 1    | Predefinição:Winning percentage | Predefinição:Nbafy | — |
| Denver Nuggets                                | 1        | 0        | 1    | Predefinição:Winning percentage | Predefinição:Nbafy | — |
| Phoenix Suns                                  | 0        | 3        | 3    | Predefinição:Winning percentage | — | Predefinição:Nbafy, Predefinição:Nbafy, Predefinição:Nbafy |
| Utah Jazz                                     | 0        | 2        | 2    | Predefinição:Winning percentage | — | Predefinição:Nbafy, Predefinição:Nbafy |
| Brooklyn Nets                                 | 0        | 2        | 2    | Predefinição:Winning percentage | — | Predefinição:Nbafy, Predefinição:Nbafy |
| Orlando Magic                                 | 0        | 2        | 2    | Predefinição:Winning percentage | — | Predefinição:Nbafy, Predefinição:Nbafy |
| Indiana Pacers                                | 0        | 1        | 2    | Predefinição:Winning percentage | — | Predefinição:Nbafy |
| Chicago Stags (folded in 1950)                | 0        | 1        | 1    | Predefinição:Winning percentage | — | 1947 |
| Washington Capitols (folded in 1951)          | 0        | 1        | 1    | Predefinição:Winning percentage | — | 1949 |
| Charlotte Hornets                             | —        | —        | —    | —                               | — | — |
| Los Angeles Clippers                          | —        | —        | —    | —                               | — | — |
| Memphis Grizzlies                             | —        | —        | —    | —                               | — | — |
| Minnesota Timberwolves                        | —        | —        | —    | —                               | — | — |
| New Orleans Pelicans                          | —        | —        | —    | —                               | — | — |

## Campeonatos consecutivos
Oito consecutivos
- Boston Celtics (1959 – 1966)

Três consecutivos
- Minneapolis Lakers (1952 – 1954)
- Chicago Bulls (1991 – 1993)
- Chicago Bulls (1996 – 1998)
- Los Angeles Lakers (2000 – 2002)

Dois consecutivos
- Lakers de Minneapolis (1949, 1950)
- Boston Celtics (1968, 1969)
- Los Angeles Lakers (1987, 1988)
- Detroit Pistons (1989, 1990)
- Houston Rockets (1994, 1995)
- Los Angeles Lakers (2009, 2010)
- Miami Heat (2012, 2013)
- Golden State Warriors (2017, 2018)

| Contagem | Partida                                                                                | Histórico     | Anos                                                                   |
| -------- | -------------------------------------------------------------------------------------- | ------------- | ---------------------------------------------------------------------- |
| 12       | Boston Celtics vs Minneapolis/Los Angeles Lakers                                       | Celtics, 9–3  | 1959, 1962, 1963, 1965, 1966, 1968, 1969, 1984, 1985, 1987, 2008, 2010 |
| 6        | Minneapolis/Los Angeles Lakers vs Syracuse Nationals/Philadelphia 76ers                | Lakers, 5–1   | 1950, 1954, 1980, 1982, 1983, 2001                                     |
| 5        | Minneapolis/Los Angeles Lakers vs New York Knicks                                      | Lakers, 3–2   | 1952, 1953, 1970, 1972, 1973                                           |
| 4        | Boston Celtics vs St. Louis Hawks (Atlanta Hawks)                                      | Celtics, 3–1  | 1957, 1958, 1960, 1961                                                 |
| 4        | Golden State Warriors vs Cleveland Cavaliers                                           | Warriors, 3–1 | 2015, 2016, 2017, 2018                                                 |
| 3        | Detroit Pistons vs Los Angeles Lakers                                                  | Pistons, 2–1  | 1988, 1989, 2004                                                       |
| 2        | Seattle SuperSonics (Oklahoma City Thunder) vs Washington Bullets (Washington Wizards) | Tied, 1–1     | 1978, 1979                                                             |
| 2        | Boston Celtics vs Houston Rockets                                                      | Celtics, 2–0  | 1981, 1986                                                             |
| 2        | Chicago Bulls vs Utah Jazz                                                             | Bulls, 2–0    | 1997, 1998                                                             |
| 2        | Dallas Mavericks vs Miami Heat                                                         | Tied, 1–1     | 2006, 2011                                                             |
| 2        | Miami Heat vs San Antonio Spurs                                                        | Tied, 1–1     | 2013, 2014                                                             |
| 2        | Boston Celtics vs San Francisco/Golden State Warriors                                  | Tied, 1–1     | 1964, 2022                                                             |

## Links externos
- «NBA Season Recaps: A look back at every season since 1946». NBA. August 12, 2024. Consultado em May 31, 2025. Cópia arquivada em August 15, 2024 Verifique data em: |acessodata=, |arquivodata=, |data= (ajuda)

1. ↑  Includes record as Minneapolis Lakers
2. ↑  Includes record as Philadelphia and San Francisco Warriors
3. ↑  Includes record as Syracuse Nationals
4. ↑  Includes record as Fort Wayne Pistons
5. ↑  Includes record as Seattle SuperSonics
6. ↑  Includes record as St. Louis Hawks
7. ↑  Includes record as Baltimore and Washington Bullets
8. ↑  Not affiliated with the present-day Washington Wizards, known as the Baltimore Bullets from 1963 to 1973.
9. ↑  Includes record as Rochester Royals
10. ↑  Includes record as New York and New Jersey Nets